# Дюне
Дюне (на датски: Dynen; на севернофризийски: de Halem) е един от двата острова в германската акватория на Крайбрежие на Северно море, който е част от архипелага Хелголанд, другият бидейки самият Хелголанд.

## География
Малкият остров Дюне е част от провинция Шлезвиг-Холщайн. Намира се на 1 миля на изток от основния остров Хелголанд, Дюне е част от естествения пейзаж Хелголандски Фелссокел. Островът е с размери 0,78 мили на дължина и 0,53 мили на ширина.

## История
До 17 век Дюне е бил свързан с Хелголанд. На нова година през 1721 голяма буря е отделила дюните от Хелголанд. По тази причина островът, който се е издигнал е бил наречен „Дюне“ (дюни). През 1935 размерът на острова е бил 10 хектара. През 1940 Нацистка Германия е увеличила размера на острова на 40 хектара. Това увеличаване е било с военна цел. Писта е била построена и е използвана и днес. Летище Хелголанд има три писти, от които най-дългата е 480 метра. Площта на изкуствения остров е 40 фектара.